# Материјализам и емпириокритицизам
Материјализам и емпириокритицизам (изворно, рус. Матеріализмъ и эмпиріокритицизмъ; данас, рус. Материализм и эмпириокритицизм) један је од главних филозофских радова Владимира Лењина, написан у другој половини 1908. а у Москви оригинално објављен 1909. године (издавач је био „Звено”, а Лењинов псеудоним „Вл. Иљин”). Био је обавезан предмет студија у свим институцијама вишег образовања (ВУЗ) у Совјетском Савезу, као семинални рад из дијалектичког материјализма — део курикулума познатог под називом „Марксистичка-лењинистичка филозофија”. Лењин је тврдио да људске перцепције тачно и прецизно одражавају објективни спољни свет.

## Настанак
Књигу, чији је пуни наслов Материјализам и емпириокритицизам — критички коментари о једној реакционарској филозофији (рус. Матеріализмъ и эмпиріокритицизмъ — критическія замѣтки объ одной реакціонной философіи), написао је Владимир Лењин у раздбољу од фебруара до октобра 1908. године — док је био у егзилу у Женеви и Лондону —, а исту је издавачка кућа „Звено” (рус. Звено) објавила у Москви маја 1909. године.
Већи део књиге Лењин је написао док је био у Женеви, осим једног месеца који је провео у Лондону — где је, након што је у овај град специјално стигао маја 1908, посетио библиотеку Британског музеја да би приступио модерном филозофском и природнонаучном материјалу те да би довршио књигу. Индекс наводи списак више од 200 извора за књигу.
У децембру 1908, Лењин се из Женеве преселио у Париз, где је све до априла 1909. радио на кориговању доказа. Неки пасуси су измењени да би се избегла царистичка цензура. Дело је објављено у империјалној Русији уз много потешкоћа. Лењин је инсистирао на рапидној дистрибуцији књиге и истицао да су „не само литерарне него и озбиљне политичке облигације” укључене у ову публикацију.

### Позадина и мотиви
Књига је написана као реакција и критицизам на тротомно издање дела Емпириомонизам (1904—1906), чији је аутор Александар Богданов, његов политички опонент унутар партије. У јуну 1909, Богданов је поражен на бољшевичкој мини-конференцији у Паризу и избачен из централног комитета, али је још увек био задржао релевантну улогу у партијском десном крилу. Учествовао је у Руској револуцији (1917), те био именован за директора Социјалистичке академије друштвених наука.
Оригинални манускрипт и припремни материјал за књигу није сачуван. Лењинов рад на делу није трајао дуго. Како истиче Р. Сервис, британски биограф Лењина, Лењин се „сувише брзо” упознао са радовима филозофа којима се дивио Богданов, посебно са радовима познатог аустријског физичара и филозофа Ернста Маха. Пажњу на ово скреће и Н. Валентинов:
За ову књигу, састављену невероватном брзином у Женеви, Лењин је у Лондону, у Британском музеју, прикупио [ориг. привукао] гомилу радова. Нашли смо у његовим извацима и референце на Маха, Авенаријуса, Пецолта, Карстенена, Берклија, Хјума, Хакслија, Дидроа, Вилија, Поенкареа, Дијема, Лесијевича, Евалда, Вундта, Хартмана, Фихтеа, Шупеа, Шуберт Золдерна, Дицгена, Фојербаха, Груна, Ремкеа, Пирсона, А. Реја, Карус, Освалда, Лангеа, Рикерта и на гомилу [ориг. легију] других. За пола године, колико је Лењин провео на састављању књиге, те специјално за три седмице посета Британском музеју, он није био у стању да уз довољно пажње прочита мноштво књига њему непознатих филозофа.
Према верзији која је постојала у совјетској историографији, у ово време бољшевичка фракција РСДРП, штитила је своју интерпретацију дијалектичког и историјског материјализма од критика других марксиста које је Лењин окарактерисао као ревизионисте. Лењинова критика се увелико односила на Богдановљев Емпириомонизам. Лењин је критиковао филозофске трендове емпириокритицизам (махизам), неокантијанство, прагматизам и сл. Штавише, према Р. Сервису јасно се види да је књига увредљива и напад Лењина на Богданова.

#### Алтернативни поглед
На основу архивских података, откривених након пада власти КПСС у Русији, неки историчари предлажу другачије тумачење мотива за писање књиге.
По мишљењу историчара РСДРП, Б. И. Николаевског, права позадина Лењинових теоретских радова из периода 1907—1910. била је унутарпартијска борба, укључујући контролу над протоком финансија у тадашњем „Бољшевичком центру” (рус. Большевистский центр, БЦ):
У првом плану спорова о „Маху и Авенаријусу”, објављени су чланци са одбацивањем аргумената „бојкотиста” и „оцовиста” итд., а иза кулиса је била жестока борба за утицај у БЦ, која је у преводу на језик реалног односа снага била борба за право располагања тајним капиталом бољшевичке фракције. И само у позадини ове последње борбе многе загонетке постају јасне, [...] о идеолошком и политичком конфликту између Лењина и групе Богданова, Красина, Луначарског и др.
Исту тачку гледишта развија и историчар Ј. Г. Фелштински. Према Фелштинском, књига је написана формалним поводом ради прекида односа Лењина са Богдановом — једним од три члана финансијске групе „Бољшевички центар”. Истински узрок разилажења, према Фелштинском, било је неслагање око контроле над значајним сумама новца (више од 280 златних рубаља), које су бољшевицима долазиле из заоставштине Н. П. Шмита.

## Основни садржај
Лењин је постулирао разлику између „двеју основних линија у филозофији”, материјализма и идеализма. Објекат критике В. И. Лењина је други позитивизам — емпириокритицизам. Лењин заговара идеју материје противећи се научницима који су, током природњачке кризе, тврдили да је „материја ишчезла” (физички идеализам). Због овога, Лењин супротставља „метафизички материјализам” и дијалектички материјализам.
Лењин је ’брендирао’ филозофију Маха и Авенаријуса као „буквално понављање” и „чисти плагијат” Берклија. Особеност „махизма”, како је Лењин мислио, лежи у покушају мешања идеализма и природњаштва, што је прикривени софизам, „научно-филозофске бесмислице” и „професорске глупости”. Позитивистички поглед, који потврђује примат искуства, идентификује се идеалистичким приступом у којем мисао (тј. оно замисливо) претходи органу мишљења односно мозгу. Ову доктрину Лењин интерпретира као субјективни идеализам (солипсизам) и супротставља материјализму Енгелса.
Лењин одређује/дефинише доживљени осећај (искуство) као „трансформацију енергије спољног надражаја у чињеницу свести”. По мишљењу Лењина, махизам је подељен по једном питању: да ли је природа претходила човеку. Према мишљењу Лењина — ако је искуство примарно, то значи да би неорганска материја морала да буде секундарна, што је апсурдно. Суштина материјализма, како сматра Лењин, своди се на признавање материје као примарног а свести и осећаја као секундарног. Стога, други позитивизам не може да буде компатибилан с материјализмом односно дијалектичким материјализмом нарочито.
Пратећи емпириокритичаре, Лењин је такође критиковао њихове руске следбенике (Богданов, Базаров, Чернов). Лењин заговара принципијелно ’партијство’ филозофије, називајући покушаје усаглашавања ставова шарлатанством или глупошћу.

## Значај

### У филозофији
Представник неопозитивизма (трећи позитивизам) К. Попер, један од утицајних филозофа из 20. века, био је још у својој младости упознат с делом Материјализам и емпириокритицизам; учествовао је у преводу истог на немачки језик. Попер, а посебно Лакатос и Фајерабенд, сматрали су Лењина једним од зачетника фалибилизма — захваљујући његовим интерпретацијама Дијемових идеја у раду Материјализам и емпириокритицизам. Лакатос, Поперов ученик и истакнути филозоф науке, развио је фалибилизам у форми која је по духу блиска лењинистичкој интерпретацији односа објективне, апсолутне и релативне истине. Ако је Попер у ствари ограничио фалибилизам у сферу нематематичког знања, Лакатос га је одлучно проширио на поље логичког и математичког знања. У својим првим радовима, Лакатос расправља (понекад помињући Лењина) о могућностима бесконачног приближавања ума објективној стварности, о његовој неисцрпљивости, постигнућима физике која су повезана с препознавањем принципа историцизма, о његовој асимилацији у природним наукама у целини итд.
У за спекулативни реализам важном раду француског филозофа К. Мејасуа (После коначности. Есеј о неопходности контингенције), како пише британски филозоф Реј Брасје (заједно са Мејасуом, једним од говорника на семинару 2007. у лондонском колеџу Голдсмит, којим је утемељен „спекулативни реализам”), „неопходно је поменути упечатљиву сличност између Мејасуовог напада на корелационистички фидеизам у делу После коначности и Лењинову критику клерикалног идеализма у раду Материјализам и емпириокритицизам (1908, прев.: A. Fineberg, Peking: Foreign Languages Press, 1972); посебно у глави 1, секцијама 2 и 3, где Лењин износи ’корелативистичку’ теорију субјекта и објекта који он директно обједињава са ’фидеизмом’... Иако он ово не помиње, Лењинов трактат би могао да буде изворна инспирација за Мејасуову књигу. Чињеница да је ’корелативизам’, који је Лењин увелико критиковао 1908. године, свеприсутан и у пуној снази и након сто година, сведочи о континуираној важности Лењинове интервенције и депресивном подсећању на доминантни тренд у академској филозофији — по изгледу, неоткривени идеализам”.
Мејасу, посебно, указује да је граница између корелационизма (уљудан и разуман идеализам, без обзира је ли трансцендентални идеализам, феноменологија, филозофија Хајдегера или постмодернизам) и субјективног идеализма (дивљи и груб) — линија раздвајања између Канта и Берклија. Ова граница се брише при разматрању питања фосилне материје; искључивање рационалног основа метафизике (посебно у случајевима јаког корелационизма Хајдегера и Витгенштајна) претвара се у доминантну улогу фидеизма у модерној мисли и филозофија добровољно постаје слуга било које теологије.

### У СССР
Као и други радови Лењина, књига је заузимала важно место у совјетском идеолошком дискурсу. Изучавање исте је било укључено у програме свих универзитета односно високошколских образовних установа (рус. высшее учебное заведение, ВУЗ), за друштвене предмете. Сви објављени научни радови захтевали су поштовање основних дефиниција књиге, што ју је — између осталих дела-класика марксизма — учинило једним од алата идеолошке контроле од стране КПСС.

## Критика и рецензија
Карл Попер, коментаришући овај Лењинов рад, окарактерисао га је као одличан:
Ја сам антимарксиста и либерал. Али признајем да су и Маркс и Лењин писали на једноставан и директан начин. Шта би они рекли о помпезности неодијалектиста? Нашли би грубље речи од ’помпезности’. (По мом мишљењу, Лењинова књига против емпириокритицизма је најбоља.)
Богданов је одговорио на Материјализам и емпириокритицизам чланком „Вера и наука”, у којем је указао на религиозни карактер размишљања Лењина.

## Публикација
Дело Материјализам и емпириокритицизам је објављено на више од 20 језика, укључујући српски, те је стекло канонски статус у марксистичко-лењинистичкој филозофији.

## Цитирани филозофи и научници
Лењин цитира велики број филозофа.

### Иманентисти
- Рихард Авенаријус
- Ернст Мах
- Рихард фон Шуберт-Золдерн

### Руски махисти
- Јаков Берман
- Осип Гелфонд
- Сергеј Суворов

### Цитирана библиографија
- Сервис, Роберт (2002). Ленин. Биография [Service R. Lenin: a biography] (прев. са енгл.: Г. И. Левитан). Москва: Попурри; London: Macmillan, 2000. ISBN 985-438-591-4.